# 지느러미발도요

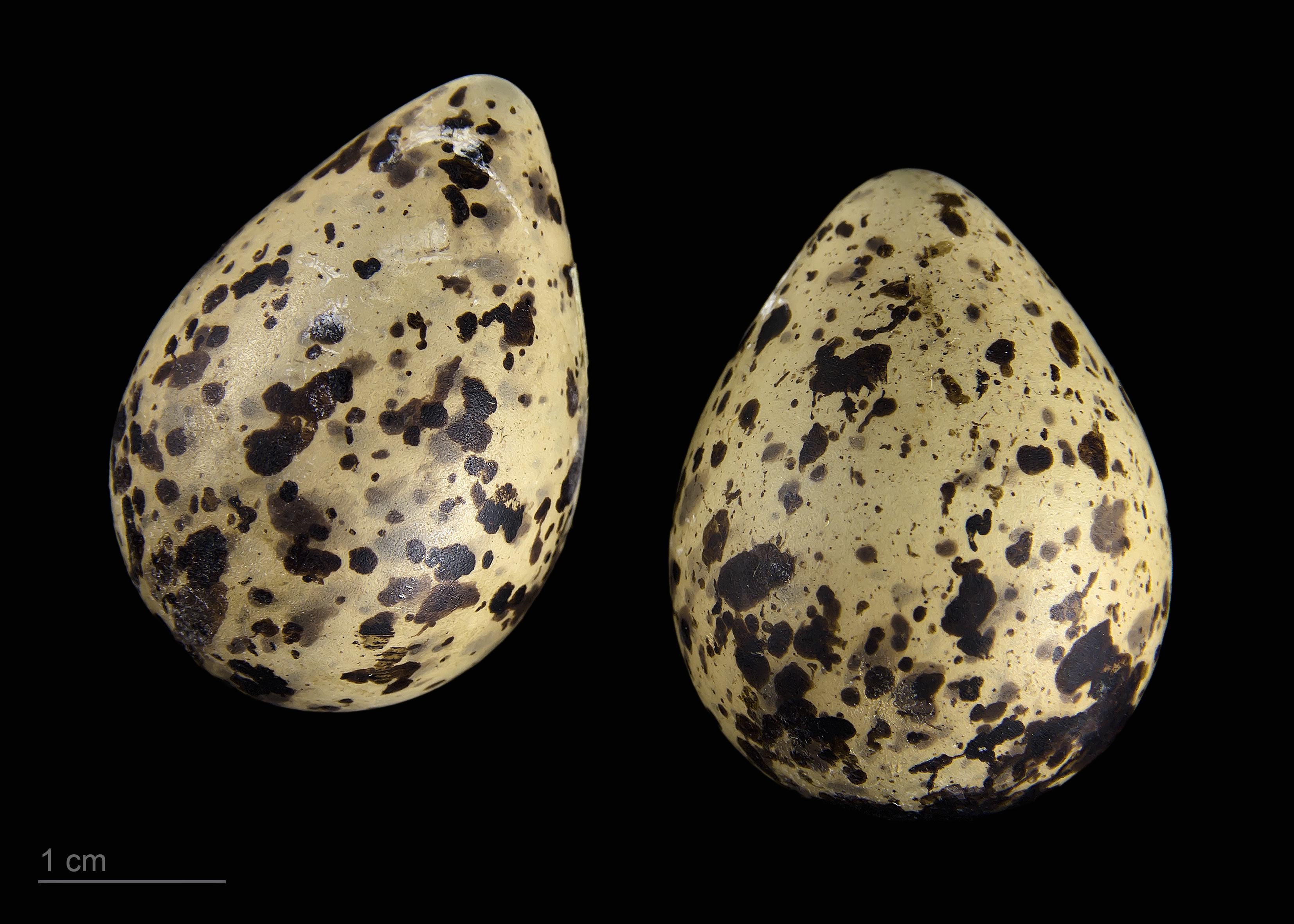
Phalaropus lobatus

지느러미발도요(red-necked phalarope)는 도요과에 속하며 학명은 Phalaropus lobatus이다. 물갈퀴가 있는 발로 헤엄을 치고 아래쪽의 깃털은 공기를 품고 있어 헤엄칠 때 물 위에 떠 있을 수 있다. 암컷은 수컷보다 몸집이 크고 화려한 색을 띤다. 암컷이 구애행동을 하고, 텃세권을 정하면 수컷은 둥지를 짓고 알을 품고 암수가 함께 새끼를 돌본다.
북극을 둘러싸는 지역에서 번식하며, 겨울에는 대서양과 태평양의 바다에서 월동한다. 한국에서는 봄과 가을에 볼 수 있다. 대부분의 도요들과 달리 주로 먼 해상에서 활동해서 육지에서는 관찰하기가 어렵다. 태풍이 지나간 뒤에는 육지에서 관찰되는 경우도 있다.